# Otos
Otos è un comune spagnolo di 524 abitanti situato nella comunità autonoma Valenciana, in provincia di Valencia. Fa parte della comarca del Vall d'Albaida
Otos è un piccolo centro collinare, ubicato nel versante settentrionale della Sierra de Benicadell, al confine con la Provincia di Alicante.
L'economia si basa sull'industria e sullo sfruttamento dell'agricoltura, che anticamente era l'unica fonte di reddito per la popolazione della zona.
Vengono coltivati la vite, l'olivo e, in proporzioni minori, alberi da frutto (albicocche, ciliegie, arance e ortaggi).
La maggior parte della popolazione attiva lavora nelle industrie tessili dei paesi limitrofi.

## Monumenti

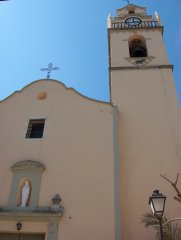
Chiesa parrocchiale

- Castillo de Carbonera, antica fortezza araba che conserva ancora parte delle mura e delle fortificazioni.
- Chiesa parrocchiale, dedicata all'Immacolata Concezione, fu edificata nella prima metà del XVIII secolo.
- Palau del Marqués de Sant Josep, edificio recentemente[quando?] restaurato, risalente al XVIII secolo.

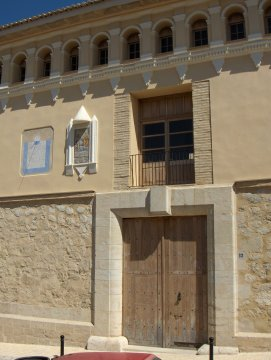
Palau del Marqués de Sant Josep.